# 1920 год в России

## Январь
- 3 января
  - Советская власть установлена в Царицыне
  - 5-я Отдельная армия РККА под командованием Г. Х. Эйхе начала Красноярскую операцию
- 4 января 
  - в Красноярске началось восстание, подготовленное местными большевиками
  - Адмирал Колчак отказывается от своего титула верховного правителя России в пользу Деникина.
- 5 января — Польские и литовские войска отбивают у Красной армии Двинск
- 7 января — 30-я дивизия 5-й Отдельной армии РККА вступила в Красноярск
- 9 января — части РККА вступили в Ростов-на-Дону
- 29 января — декрет СНК РСФСР «О порядке всеобщей трудовой повинности» — всё трудоспособное население, независимо от постоянной работы, привлекается к выполнению различных трудовых заданий
- 31 января — большевистское восстание во Владивостоке. Образование Приморской областной земской управы.

Отряд комсомольцев-добровольцев перед отправкой на фронт.

## Февраль
- 2 февраля
  - Подписан Тартуский мирный договор между Россией и Эстонией[1].
  - Красная армия вступила в Хиву[2], свергнув власть хивинского хана
- 6 февраля — РККА вступила в Красноводск
- 7 февраля
  - Образован Народный комиссариат Рабоче-крестьянской инспекции (Рабкрин) РСФСР.
  - Расстрелян Верховный правитель России адмирал Колчак.
  - Войска Новороссийской области ВСЮР оставили Одессу.
- 12 февраля — на второй день съезда азербайджанских коммунистов в Баку образована Азербайджанская коммунистическая партия[3]
- 15 февраля — бой под Канделем — один из последних боёв Гражданской войны в Новороссии.
- 20 февраля — Горийское землетрясение в Грузии. 114 человек погибло
- 19 февраля — из Архангельска отбыл в эмиграцию главный начальник края генерал-лейтенант Евгений Миллер
- 21 февраля — Красная армия вступила в Архангельск, Мурманск охвачен восстанием. Северная область полностью перешла под контроль центрального правительства РСФСР

## Март
- 12 марта-15 марта — вооружённый конфликт между партизанами и частями японской армии в Николаевске-на-Амуре.
- 13 марта — Красная армия вступила в Мурманск
- 17 марта — Красная армия заняла Екатеринодар. Краевое правительство эвакуировано в Новороссийск
- Конец марта — Новороссийская эвакуация десятков тысяч белогвардейцев из Новороссийска, прошедшая в обстановке паники.
- 29 марта — 5 апреля — в Москве состоялся IX съезд РКП(б)[4].

## Апрель
- 6 апреля — Учредительным съездом трудящихся Прибайкалья была провозглашена Дальневосточная республика.
- 21 апреля — Оккупация Японией Северного Сахалина
- 24 апреля — партийная организация коммунистов Азербайджана объявлена на военном положении
- 26 апреля — в Хиве провозглашена Хорезмская Народная Советская Республика
- 27 апреля — Начало издания в Париже русскоязычной газеты «Последние новости», влиятельной газеты русской эмиграции
- 28 апреля — ночью с 27 апреля началось восстание в Баку, образован Временный революционный комитет Азербайджана во главе с Нариманом Наримановым, в Азербайджан вступила 11-я армия РККА. Провозглашена Азербайджанская Советская Социалистическая Республика

## Май
- 5 мая — Азербайджанский ревком издал декрет о конфискации земель беков и ханов
- 7 мая — в Киев вступили украинские и польские войска.
- 15 мая — Азербайджанский ревком издал декрет о национализации лесов, вод и недр земли
- 24 мая — Азербайджанский ревком издал декрет о национализации нефтяной промышленности
- 27 мая — декретом ВЦИК и СНК образована Татарская Автономная Советская Социалистическая Республика.
- 28 мая — в Азербайджане сформирован Совет рабоче-крестьянской обороны

## Июнь
- 8 июня — образована Карельская трудовая коммуна (автономное областное объединение), предшественница нынешней Республики Карелия[5][6]
- 11 июня — национализация банков в Азербайджане
- 19 июня — СНК РСФСР создал Всероссийскую чрезвычайную комиссию по ликвидации безграмотности

## Июль
- 6 июля — национализирован Каспийский торговый флот
- 8 июля — США объявляют об установлении эмбарго на торговлю с РСФСР.
- 11 июля — части Красной армии освобождают Минск от польских оккупантов.
- 12 июля — заключён советско-литовский договор, признающий Вильно и прилегающую область частью Литвы
- 14 июля — в ходе наступления на Польшу части Красной армии заняли Вильно
- 16 июля — создана Вторая Конная армия
- 30 июля — в Белостоке сформирован Временный революционный комитет Польши (Польревком) во главе с Юлианом Мархлевским

## Август
- 1 августа — освобождение Брест-Литовска от польской оккупации.

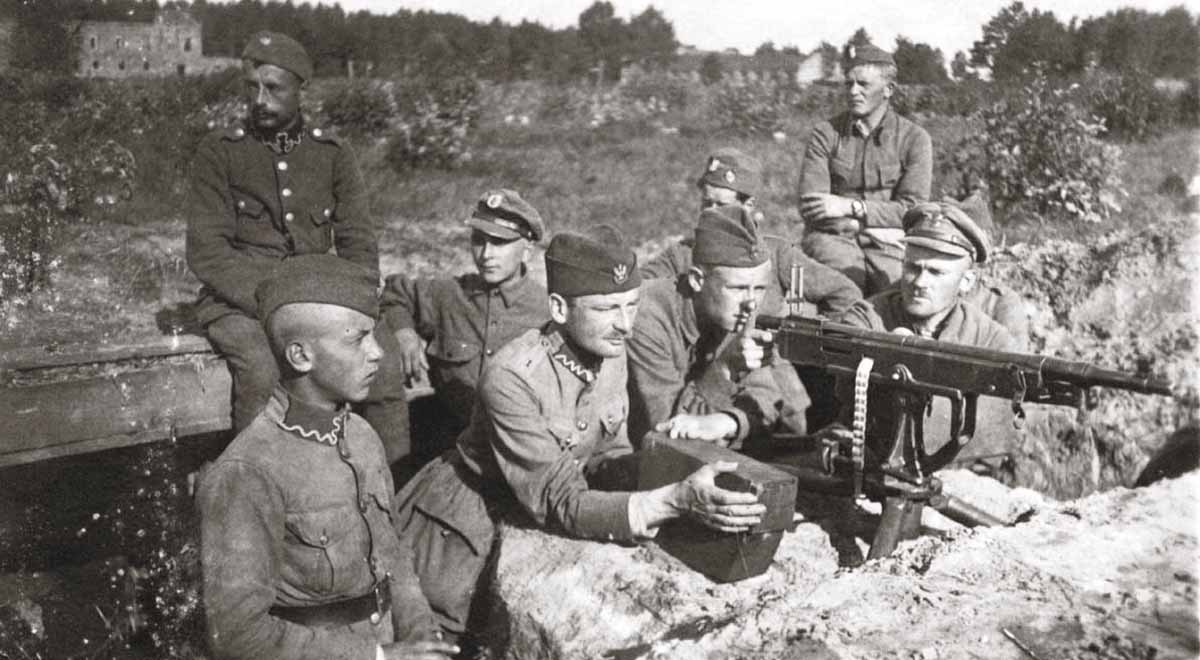
Советские окопы под Варшавой

- 11 августа — подписание Рижского договора между РСФСР и Латвией
- 13 августа — началась Варшавская битва, продлившаяся до 25 августа.
- 19 августа — Началось Тамбовское Восстание
- 31 августа 
  - на Сормовском заводе выпущен первый советский и русский танк типа М («Русский Рено»), получивший собственное имя «Борец за свободу товарищ Ленин».
  - Стрельба в «Клубе Куусинена»

## Сентябрь
- 1 сентября — I Съезд народов Востока в Баку
- 23 сентября — Азербайджанский ревком издал декрет об организации в Азербайджане комитетов бедноты
- 30 сентября — в Москве подписан договор о военно-экономическом Союзе между РСФСР и Азербайджанской ССР

## Октябрь

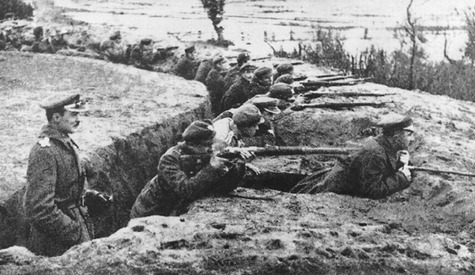
Польский фронт

- 8 октября — в Бухаре провозглашена Бухарская Народная Советская Республика
- 14 октября — Между Россией и Финляндией подписан мирный договор, завершивший первую советско-финскую войну

## Ноябрь
- 4 ноября — образована Вотская автономная область[7].
- 7 ноября — части Красной армии и союзные им отряды махновцев начали наступление на Крым — последний оплот белых сил на Юге России.
- 12 ноября — декретом СНК учреждён Главный политико-просветительный комитет Республики (Главполитпросвет)
- 13 ноября — эвакуация Русской армии и гражданских беженцев на кораблях Черноморского флота из Севастополя в Константинополь. Общая численность покинувших Крым составила около 150 тысяч человек.
- 16 ноября — для управления Крымом учреждён Крымский революционный комитет (Крымревком) во главе с Белой Куном
- 18 ноября — в РСФСР разрешены аборты
- 29 ноября — части 11-й армии РККА в Армении вошли в Александрополь[8]

## Декабрь
- 2 декабря — в Александрополе Турция и Республика Армении (правительство партии «Дашнакцутюн») подписали Александропольский договор, завершивший турецко-армянскую войну 1920 года[9]
- 7 декабря — Екатеринодар переименован в Краснодар[10][11]
- 11 декабря — первая советская нота протеста Польше против ввода польских войск в Вильнюс и прилегающую область Литвы[12]
- 16 декабря — вторая советская нота протеста Польше против ввода польских войск в Вильнюс и прилегающую область Литвы[12]
- 20 декабря — организован Иностранный отдел (ИНО) ВЧК при НКВД РСФСР[13]. Его возглавил Давыдов (Давтян) Яков Христофорович[14].
- 22 — 29 декабря — в Москве состоялся VIII Всероссийский съезд Советов[15].